# Яйцо пашот
Яйцо пашо́т (яйцо «в мешочек», от фр. pochette, «в мешочек») — яйцо, приготовленное без скорлупы пошированием — варкой в едва кипящей воде в течение 3—4 минут. В результате «упакованный» в мягкую и нежную белковую оболочку яичный желток приобретает кремообразную консистенцию. Яйцо пашот — традиционное французское яичное блюдо на завтрак с тостами и зеленью. Пошированные яйца также входят в рецептуру других блюд, например, яиц Бенедикт или яиц по-флорентийски. С яйцом пашот готовят салаты с овощами или закуски с авокадо и красной икрой. Яйца пашот подают с соусом к печёному картофелю или на гренках, они также выступают гарниром к бульонам или супам.
Яйца пошируют не только в воде, но и в красном вине, бульоне и сливках, используют для этого кастрюли или глубокие сковороды. Для приготовления яиц пашот требуются определённые кулинарные навыки: яйца следует опускать в воду медленно и осторожно, не ударяя яйцо о воду. Чтобы яйцо не растекалось, в воду обычно добавляют уксус и соль. Чем свежее яйцо, тем эстетичнее будет выглядеть яйцо пашот: оно не растечётся и не потеряет форму. Яйца пашот также рекомендуют варить завёрнутыми в смазанную растительным маслом пищевую плёнку. Яйца пашот можно готовить заранее и подогревать их перед подачей.